# غارلاند براكستون
غارلاند براكستون (بالإنجليزية: Garland Braxton)‏ هو لاعب كرة قاعدة أمريكي، ولد في 10 يونيو 1900 في Snow Camp, North Carolina ‏ في الولايات المتحدة، وتوفي في 25 فبراير 1966 في نورفولك في الولايات المتحدة.

## وصلات خارجية
- غارلاند براكستون على موقعبيزبول رفرنس.كوم (الدوري الرئيسي) (الإنجليزية)
- غارلاند براكستون على موقعبيزبول رفرنس.كوم (الدوري الثانوي) (الإنجليزية)